# Palmový háj v Elche
Palmový háj v Elche je název kulturní památky světového dědictví, která se nachází ve španělském městě Elche v autonomním společenství Valencie. V oblasti Elche se nachází okolo 300 000 palem datlových, které zde byly vysázeny již za dob Maurů. Celý háj byl v roce 2000 zařazen na seznam světového dědictví.